# Universidade de Jena
A Universidade Friedrich Schiller de Jena (Friedrich-Schiller-Universität Jena) é uma universidade alemã situada na cidade de Jena, na Turíngia. É uma das dez universidades mais antigas da Alemanha. Foi estabelecida em 2 de fevereiro de 1558 segundo planos do príncipe eleitor João Frederico I da Saxônia (em alemão: Johann Friedrich von Sachsen).
O auge da sua reputação ocorreu sob os auspícios do duque Carlos Augusto, patrono de Goethe (1787–1806), quando Fichte, Hegel, Schelling, Friedrich von Schlegel e Friedrich Schiller faziam parte do corpo docente. Grande parte dos prédios da universidade foi destruída por bombardeios na Segunda Guerra Mundial.
A universidade foi renomeada em homenagem ao escritor Friedrich Schiller em 1934.

## Organização
A Universidade de Jena é constituída pelas seguintes faculdades:
- Teologia
- Medicina
- Direito
- Economia e Administração de Empresas
- Filosofia
- Ciências Sociais e Comportamentais
- Matemática e Ciência da Computação
- Física e Astronomia
- Química e Ciências da Terra
- Biologia e Farmácia

## Estudantes célebres
- Ernst Abbe
- Ernst Moritz Arndt, historiador
- Arthur Schopenhauer, Filósofo
- Alfred Edmund Brehm, zoólogo
- Karl Marx, filósofo, sociólogo, economista
- Rudolf Carnap, filósofo
- Matthias Claudius, poeta
- Friedrich Ludwig Gottlob Frege, matemático, lógico e filósofo
- Barão Georg Philipp Friedrich von Hardenberg, aliás Novalis, poeta
- Friedrich Hölderlin, poeta
- Friedrich Hofmann
- Hans Kniep, botânico
- Carl Friedrich Naumann, geólogo
- Axel Oxenstierna, grande chanceler da Suécia
- Samuel von Pufendorf, jurista
- Solomon Marcus Schiller-Szinessy, rabino e acadêmico
- Ferdinand Tönnies, sociólogo
- Kurt Tucholsky, jornalista e escritor
- Emil Welti, político suíço e presidente da Confederação Helvética
- Christian Rudolph Wilhelm Wiedemann, médico e homem de letras
- Johann Joachim Winckelmann, arqueólogo e historiador da arte
- Roland Freisler, jurista alemão
- Katja Hoyer

## Professores célebres
- Hans Berger, neurologista e psiquiatra
- Johann Gustav Droysen, historiador
- Rudolf Christoph Eucken, filósofo e prêmio Nobel de Literatura
- Paul Johann Anselm Ritter von Feuerbach, criminologista
- Johann Gottlieb Fichte, filósofo
- Carl Gegenbaur, anatomista
- Johann Jakob Griesbach, teólogo
- Ernst Haeckel, zoólogo e filósofo
- Georg Wilhelm Friedrich Hegel, filósofo
- Christoph Wilhelm Hufeland, médico
- Ludwig Knorr, químico
- Lorenz Oken, médico
- Peter Petersen, filósofo e pedagogo
- Friedrich Schiller, historiador e escritor
- Matthias Jakob Schleiden, botânico
- Erwin Schrödinger, físico e prêmio Nobel de Física
- Rudolf Thurneysen, linguista
- Max Wien, físico